# İstinye
İstinye est un quartier d'Istanbul, en Turquie.

## Géographie
İstinye est situé sur la rive européenne de la ville, entre Emirgân (tr) et Yeniköy (en), sur la rive nord-ouest du Bosphore, dans le district de Sarıyer.